# Cratere Lowell (Marte)
Lowell è un cratere sulla superficie di Marte.
Il cratere è dedicato all'astronomo statunitense Percival Lowell.